# Whitehall (carrer)
Whitehall és un carrer de la ciutat de Westminster a Londres, la capital de la Gran Bretanya. És la principal artèria que va cap al nord des de la Parliament Square fins a l'extrem sud de Trafalgar Square. Al llarg d'aquesta via, decorada amb l'estàtua de Carles I, es poden trobar molts edificis governamentals. A causa d'això, el nom de Whitehall s'usa sovint per designar, per metonímia, el govern administratiu.

## Història
El nom prové del Palau de Whitehall, que ocupava l'àrea pròxima però que va ser destruït en gran part per l'incendi de l'any 1698. Whitehall va ser originàriament un camí ample que pujava fins a l'entrada del Palau. La Plaça de Trafalgar va ser construïda a l'extrem nord a començaments del segle xix. Parlant estrictament, solament les dues terceres parts al nord del carrer és nomenat «Whitehall», el terç al sud es diu Carrer del Parlament. Tanmateix, no existeix cap distinció notòria entre totes dues. Aquests carrers cobreixen una distància total aproximada d'1 km (0,6 milles).
Originalment el Carrer del Parlament era un petit camí al costat del Palau de Westminster. Quan el palau va ser destruït i les seves ruïnes demolides, el Carrer del Parlament va ser ampliat per lligar amb l'amplada de Whitehall. L'aparença actual del carrer és el resultat del remodelatge del segle xix.
La Casa del Banquet, construïda el 1622 per Inigo Jones, és l'única part que subsisteix del palau original. Rubens va pintar un sostre del mencionat edifici cap a 1630. Carles I va ser executat el 30 de gener de 1649 en un patíbul erigit fora de l'edifici, amb una pasarel·la que donava a les finestresdel primer pis. Els realistes encara commemoren el regicidi anualment a l'aniversari de l'execució.
Whitehall i l'àrea circumdant és el centre administratiu del govern de Gran Bretanya. És dominat per edificis governamentals, de tal manera que el terme, per extensió, es refereix al Servei Civil Britànic o al govern mateix.
El Cenotafi, el principal monument de guerra britànic, està situat en el centre d'aquesta via, i és el lloc on es realitzen les cerimònies anuals commemoratives del Remembrance Sunday.
La secció central del carrer està ocupada per edificis militars, incloent el Ministeri de Defensa i els antics quarters generals de l'Exèrcit Britànic ("British Army") i la Royal Navy, l'edifici de la Cavalleria Real Britànica ("House Guards") i l'Almirallat respectivament. El camí també allotja una escultura eqüestre del príncep Jordi, Duc de Cambridge, un antic Comandant en cap de l'Armada.
Scotland Yard, els quarters generals de la Metropolitan Police Service, estaven originalment ubicats en Great Scotland Yard, a prop de l'extrem nord-est del carrer.

## Edificis governamentals a Whitehall (de nord a sud)
- Admiralty
- DEFRA
- Old War Office
- Horse Guards
- Ministeri de Defensa de Gran Bretaña
- Scotland Office (Dover House)
- Wales Office (Gwydwr House)
- Oficina del Gabinete
- 10 de Downing Street
- Department of Health
- Department of Work and Pensions
- Foreign Office
- HM Treasury i HM Revenue and Customs

## Galeria d'imatges

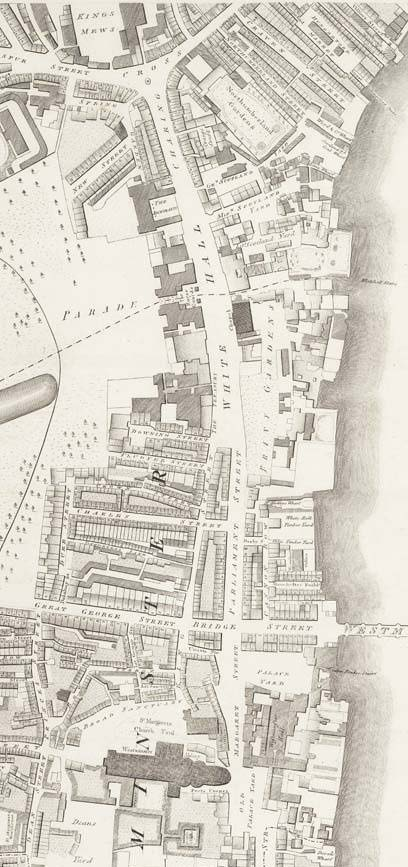
El 1799 molts d'aquests llocs, ara ocupats per grans edificis governamentals estaven ocupades per cases adossades en filera.
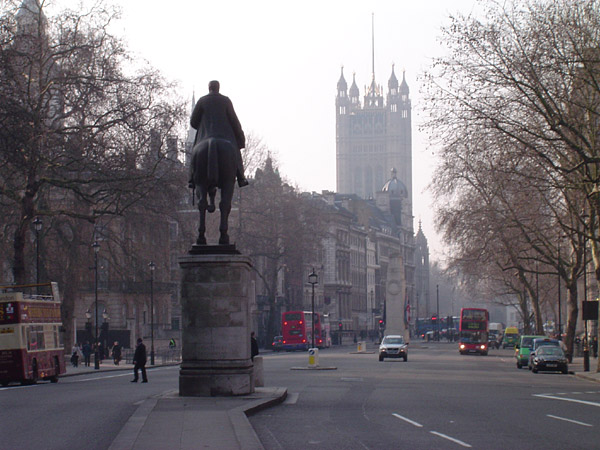
Whitehall, Londres, mirant les torres del sud del Palau de Westminster. La torre és la Torre Victoria.
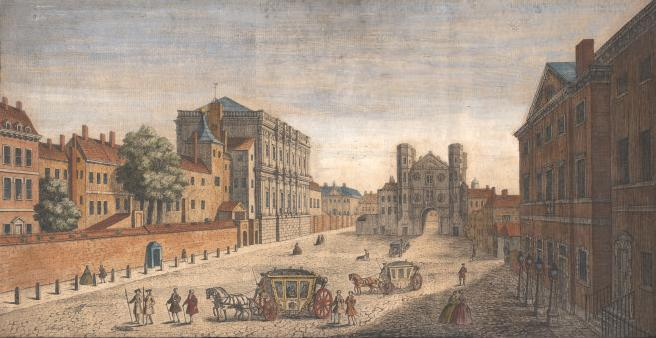
Whitehall, cap al sud, el 1740.
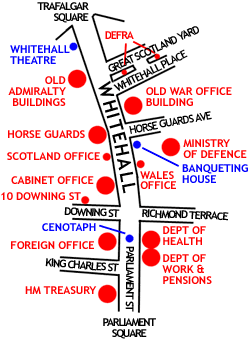
Mapa de Whitehall mostrant els principals edificis governamentals de Gran Bretanya.